# Za kratami
Za kratami (oryg. Jail, hindi जेल) – bollywoodzki dramat więzienny z 2009 roku w reżyserii Madhura Bhandarkara. W rolach głównych wystąpili Neil Nitin Mukesh, Mugdha Godse i Manoj Bajpai. To paradokumentalnie zrealizowany film o tym, jak nie stracić w więzieniu nadziei na sprawiedliwość.

## Fabuła
Parag Dixit (Neil Nitin Mukesh) to ktoś, komu można pozazdrościć szczęśliwego życia - piękna dziewczyna (Mugdha Godse), awans w świetnie rozwijającej się firmie, eleganckie mieszkanie w mumbajskiej dzielnicy Lokhandwala. Jego życie zmienia się jednak w ciągu jednej chwili. Parag podwozi samochodem swego kolegę Keshava Rathoda. Gdy policja zatrzymuje ich samochód, Keshav uciekając strzela do policjantów. Policja znajduje w wozie wstrząśniętego Paraga 2 kg heroiny. Oskarżony o handel narkotykami Parag trafia do więzienia. Jego matka i dziewczyna Mansi daremnie próbują udowodnić jego niewinność.

## Obsada
- Neil Nitin Mukesh
- Mugdha Godse
- Manoj Bajpai
- Arya Babbar
- Navni Parihar
- Sandeep Mehta
- Mirza Ali Quli
- Ghanshyam Garg
- Jignesh Joshi
- Atul Kulkarni
- Raahul Singh